# Прилузский район
Прилу́зский райо́н (коми Луздор район) — административно-территориальная единица и муниципальное образование (муниципальный район) в составе Республики Коми Российской Федерации.
Административный центр — село Объячево, находящееся на расстоянии 189 километров от Сыктывкара.
Приравнен к районам Крайнего Севера.

## География
Самый юго-западный и южный район республики Коми. Граничит с Сысольским районом на северо-востоке и Койгородским районом на востоке. По территории района проходит федеральная автодорога Р176 «Вятка» (участок «Киров — Сыктывкар»), а также 30-километровый участок федеральной автодороги А123. Площадь территории района — 13168 км². Главные реки района: Луза (бассейн Северной Двины), Летка (бассейн Вятки).

## История
В 1929 году при упразднении Вятской губернии все населённые пункты Слудской волости Халтуринского уезда от села Прокопьевка до Черёмуховки, в том числе и деревня Талица, вошли в состав автономной области Коми (Зырян). Прилузский район образован 15 июля 1929 года, а 10 февраля 1935 года образован Летский район с центром в селе Летка в который вошли Летский, Верхолузский, Прокопьевский, Слудский, Мутницкий и Ловлинский сельсоветы. В 1963 году Прилузский и Летский районы были объединены в Прилузский сельский район, численность населения которого составила 37,9 тыс. человек. Постановлением Президиума Верховного Совета Коми АССР от 11 января 1965 года Прилузский сельский район преобразован в Прилузский район с центром в селе Объячево.

## Население
| 2002    | 2009    | 2010    | 2011    | 2012    | 2013    | 2014    | 2015    | 2016    |
| ------- | ------- | ------- | ------- | ------- | ------- | ------- | ------- | ------- |
| 24 762  | ↘22 393 | ↘20 737 | ↘20 588 | ↘20 002 | ↘19 451 | ↘19 037 | ↘18 677 | ↘18 179 |
| 2017    | 2018    | 2019    | 2020    | 2021    | 2024    |         |         |         |
| ↘17 816 | ↘17 276 | ↘16 916 | →16 916 | ↗17 953 | ↘17 018 |         |         |         |

### Национальный состав
По переписи 2010 года:
- Всего — 20 737 чел.
- коми — 11 377 чел. (55,2 %),
- русские — 8438 чел. (40,9 %),
- украинцы — 331 чел. (1,6 %),
- указавшие национальность — 20 609 чел. (100,0 %).

По итогам переписи населения 2020 года проживали следующие национальности (национальности менее 0,1 % и другое, см. в сноске к строке «Другие»):
| Национальность | Численность, чел. | Доля     |
| -------------- | ----------------- | -------- |
| Русские        | 9281              | 51,70 %  |
| Коми           | 7951              | 44,29 %  |
| Украинцы       | 124               | 0,69 %   |
| Молдаване      | 85                | 0,47 %   |
| Армяне         | 34                | 0,19 %   |
| Белорусы       | 31                | 0,17 %   |
| Татары         | 18                | 0,10 %   |
| Другие         | 429               | 2,39 %   |
| Итого          | 17 953            | 100,00 % |

## Административно-территориальное устройство
Административно-территориальное устройство, статус и границы Прилузского района установлены Законом Республики Коми от 6 марта 2006 года № 13-РЗ «Об административно-территориальном устройстве Республики Коми»
Район включает 12 административных территорий:
| №  | Административная территория                                 | Административный центр | Населённые пункты | Количество населённых пунктов |
| -- | ----------------------------------------------------------- | ---------------------- | --- | ----------------------------- |
| 1  | посёлок сельского типа Вухтым с подчинённой ему территорией | посёлок Вухтым         | пст Вухтым, пст Кыддзявидзь | 2                             |
| 2  | село Гурьевка с подчинённой ему территорией                 | село Гурьевка          | с. Гурьевка, д. Берёзовка, д. Корольки, д. Талица | 4                             |
| 3  | село Занулье с подчинённой ему территорией                  | село Занулье           | с. Занулье, д. Мишаково | 2                             |
| 4  | село Летка с подчинённой ему территорией                    | село Летка             | с. Летка, д. Гостиногорка, д Колобово, д. Крутотыла, д. Малая Беберка, д. Осиновка, д. Поромшор | 7                             |
| 5  | село Лойма с подчинённой ему территорией                    | село Лойма             | с. Лойма, д. Анкерская, д. Вотинская, д. Галахтионовская, д. Гарь, д. Запольская, д. Ивановская, д. Карповская, д. Козловская, д. Коржинский, д. Кузнецовская, д. Лёхта, д. Матвеевская, д. Тарасовская, д. Тарбиевская, д. Уркинская                                             | 16                            |
| 6  | село Мутница с подчинённой ему территорией                  | село Мутница           | с. Мутница, д. Архиповка, д. Гуляшор, д. Ручпозъя | 4                             |
| 7  | село Ношуль с подчинённой ему территорией                   | село Ношуль            | с. Ношуль, пст Бедьвож, пст Ваймес, пст Велдоръя, с. Верхолузье, д. Климовская, д. Лихачевская, д. Ловля, д. Оньмесь, пст Орысь, д. Сидор-Чой, д. Сэпсикт, пст Чекша, д. Чернушка, д. Яковлевская                                                                                 | 15                            |
| 8  | село Объячево с подчинённой ему территорией                 | село Объячево          | с. Объячево, д. Беляевская, д. Березники, д. Векшор, пст Гыркашор, д. Загарская, пст Изъяшор, д. Калининская, д. Лукинчи, д. Маловыльгорт, д. Оброчная, д. Ожындор, д. Остаповская, д. Паневская, д. Пожмадор, д. Тарачево, д. Тупеговская, пст Усть-Лопъю, с. Чёрныш, д. Читаево | 20                            |
| 9  | село Прокопьевка с подчинённой ему территорией              | село Прокопьевка       | с. Прокопьевка, д. Вавиловка, д. Ивановка | 3                             |
| 10 | село Слудка с подчинённой ему территорией                   | село Слудка            | с. Слудка, д. Кулига, д. Ураки, пст Якуньёль | 4                             |
| 11 | село Спаспоруб с подчинённой ему территорией                | село Спаспоруб         | с. Спаспоруб, д. Керес, д. Кулига, д. Плёсо, д. Поруб, д. Поруб-Кеповская, д. Ракинская, д. Урнышевская | 8                             |
| 12 | село Черёмуховка с подчинённой ему территорией              | село Черёмуховка       | с. Черёмуховка, д. Крысовка, пст Пожемаяг | 3                             |

д. — деревня
пст — посёлок сельского типа
с. — село
В мае 2016 года были упразднены административные территории: посёлок сельского типа Ваймес и село Верхолузье с подчинёнными им территориями (вошли в административную территорию село Ношуль с подчинённой ему территорией Законом Республики Коми от 6 мая 2016 года № 41-РЗ), а также в деревню Читаево с подчинённой ей территорией (вошло в село Объячево с подчинённой ему территорией Законом Республики Коми от 6 мая 2016 года № 41-РЗ).
В ноябре 2019 года сельские поселения Объячево и Чёрныш были объединены в сельское поселение Объячево.

## Муниципально-территориальное устройство
В Прилузский муниципальный район входят 12 сельских поселений:
| №     | Муниципальное образование | Административный центр | Количество населённых пунктов | Население (чел.) | Площадь (км²) |
| ----- | ------------------------- | ---------------------- | ----------------------------- | ---------------- | ------------- |
| 1e-06 | Сельское поселение:       |                        |                               |                  |               |
| 1     | Вухтым                    | посёлок Вухтым         | 2                             | ↗1025            | 587,41        |
| 2     | Гурьевка                  | село Гурьевка          | 4                             | ↗600             | 131,33        |
| 3     | Занулье                   | село Занулье           | 2                             | ↗179             | 340,63        |
| 4     | Летка                     | село Летка             | 7                             | ↗2689            | 1486,47       |
| 5     | Лойма                     | село Лойма             | 16                            | ↘649             | 1214,00       |
| 6     | Мутница                   | село Мутница           | 4                             | ↗507             | 142,56        |
| 7     | Ношуль                    | село Ношуль            | 15                            | ↗1937            | 4128,53       |
| 8     | Объячево                  | село Объячево          | 20                            | ↗8038            | 2751,36       |
| 9     | Прокопьевка               | село Прокопьевка       | 3                             | ↗131             | 251,66        |
| 10    | Слудка                    | село Слудка            | 4                             | ↗334             | 177,11        |
| 11    | Спаспоруб                 | село Спаспоруб         | 8                             | ↗854             | 1627,21       |
| 12    | Черёмуховка               | село Черёмуховка       | 3                             | ↗1010            | 330,21        |

В мае 2016 года были упразднены сельские поселения: Ваймес и Верхолузье (вошли в сельское поселение Ношуль Законом Республики Коми от 6 мая 2016 года № 41-РЗ) и Читаево (вошло в сельское поселение Объячево Законом Республики Коми от 6 мая 2016 года № 41-РЗ).
В ноябре 2019 года было упразднено сельское поселение Чёрныш (вошло в сельское поселение Объячево).

## Населённые пункты
В Прилузском районе 87 населённых пунктов
| №  | Населённый пункт | Тип     | Население | Сельское поселение |
| -- | ---------------- | ------- | --------- | ------------------ |
| 1  | Анкерская        | деревня | 20        | Лойма              |
| 2  | Архиповка        | деревня | 102       | Мутница            |
| 3  | Бедьвож          | посёлок | ↘45       | Ношуль             |
| 4  | Беляевская       | деревня | 175       | Объячево           |
| 5  | Березники        | деревня | 33        | Объячево           |
| 6  | Берёзовка        | деревня | 195       | Гурьевка           |
| 7  | Вавиловка        | деревня | 5         | Прокопьевка        |
| 8  | Ваймес           | посёлок | ↘252      | Ношуль             |
| 9  | Векшор           | деревня | 25        | Объячево           |
| 10 | Велдоръя         | посёлок | ↘118      | Ношуль             |
| 11 | Верхолузье       | село    | 122       | Ношуль             |
| 12 | Вотинская        | деревня | 21        | Лойма              |
| 13 | Вухтым           | посёлок | ↘755      | Вухтым             |
| 14 | Галахтионовская  | деревня | 84        | Лойма              |
| 15 | Гарь             | деревня | 1         | Лойма              |
| 16 | Гостиногорка     | деревня | 74        | Летка              |
| 17 | Гуляшор          | посёлок | ↘308      | Мутница            |
| 18 | Гурьевка         | село    | 314       | Гурьевка           |
| 19 | Гыркашор         | посёлок | ↘70       | Объячево           |
| 20 | Загарская        | деревня | 250       | Объячево           |
| 21 | Занулье          | село    | 109       | Занулье            |
| 22 | Запольская       | деревня | 11        | Лойма              |
| 23 | Ивановка         | деревня | 29        | Прокопьевка        |
| 24 | Ивановская       | деревня | 41        | Лойма              |
| 25 | Изъяшор          | посёлок | ↘80       | Объячево           |
| 26 | Калининская      | деревня | 446       | Объячево           |
| 27 | Карповская       | деревня | 55        | Лойма              |
| 28 | Керес            | деревня | 0         | Спаспоруб          |
| 29 | Климовская       | деревня | 2         | Ношуль             |
| 30 | Козловская       | деревня | 43        | Лойма              |
| 31 | Колобово         | деревня | 13        | Летка              |
| 32 | Коржинский       | посёлок | ↗278      | Лойма              |
| 33 | Корольки         | деревня | 94        | Гурьевка           |
| 34 | Крутотыла        | деревня | 29        | Летка              |
| 35 | Крысовка         | деревня | 1         | Черёмуховка        |
| 36 | Кузнецовская     | деревня | 32        | Лойма              |
| 37 | Кулига           | деревня | 29        | Слудка             |
| 38 | Кулига           | деревня | 51        | Спаспоруб          |
| 39 | Кыддзявидзь      | посёлок | 371       | Вухтым             |
| 40 | Летка            | село    | ↘2508     | Летка              |
| 41 | Лёхта            | деревня | 13        | Лойма              |
| 42 | Лихачевская      | деревня | 74        | Ношуль             |
| 43 | Ловля            | деревня | 3         | Ношуль             |
| 44 | Лойма            | село    | 237       | Лойма              |
| 45 | Лукинчи          | деревня | 17        | Объячево           |
| 46 | Малая Беберка    | деревня | 60        | Летка              |
| 47 | Маловыльгорт     | деревня | 18        | Объячево           |
| 48 | Матвеевская      | деревня | 32        | Лойма              |
| 49 | Мишаково         | деревня | 23        | Занулье            |
| 50 | Мутница          | село    | 229       | Мутница            |
| 51 | Ношуль           | село    | ↘1045     | Ношуль             |
| 52 | Оброчная         | деревня | 101       | Объячево           |
| 53 | Объячево         | село    | ↘5617     | Объячево           |
| 54 | Ожындор          | посёлок | 307       | Объячево           |
| 55 | Оньмесь          | деревня | 126       | Ношуль             |
| 56 | Орысь            | посёлок | 123       | Ношуль             |
| 57 | Осиновка         | деревня | 3         | Летка              |
| 58 | Остаповская      | деревня | 241       | Объячево           |
| 59 | Паневская        | деревня | 118       | Объячево           |
| 60 | Пожемаяг         | посёлок | 299       | Черёмуховка        |
| 61 | Пожмадор         | деревня | 12        | Объячево           |
| 62 | Поромшор         | деревня | 17        | Летка              |
| 63 | Поруб            | деревня | 37        | Спаспоруб          |
| 64 | Поруб-Кеповская  | деревня | 64        | Спаспоруб          |
| 65 | Прокопьевка      | село    | 194       | Прокопьевка        |
| 66 | Ракинская        | деревня | 26        | Спаспоруб          |
| 67 | Ручпозъя         | деревня | 5         | Мутница            |
| 68 | Сидор-Чой        | деревня | 7         | Ношуль             |
| 69 | Слудка           | село    | 192       | Слудка             |
| 70 | Спаспоруб        | село    | 605       | Спаспоруб          |
| 71 | Сэпсикт          | деревня | 8         | Ношуль             |
| 72 | Талица           | деревня | 91        | Гурьевка           |
| 73 | Тарасовская      | деревня | 111       | Лойма              |
| 74 | Тарачево         | деревня | 2         | Объячево           |
| 75 | Тарбиевская      | деревня | 28        | Лойма              |
| 76 | Тупеговская      | деревня | 144       | Объячево           |
| 77 | Ураки            | деревня | 1         | Слудка             |
| 78 | Уркинская        | деревня | 98        | Лойма              |
| 79 | Урнышевская      | деревня | 95        | Спаспоруб          |
| 80 | Усть-Лопъю       | посёлок | 259       | Объячево           |
| 81 | Чекша            | посёлок | 369       | Ношуль             |
| 82 | Черёмуховка      | село    | 1062      | Черёмуховка        |
| 83 | Чернушка         | деревня | 1         | Ношуль             |
| 84 | Чёрныш           | село    | 349       | Объячево           |
| 85 | Читаево          | село    | 281       | Объячево           |
| 86 | Яковлевская      | деревня | 176       | Ношуль             |
| 87 | Якуньёль         | посёлок | 291       | Слудка             |

Упразднённые населённые пункты:
- 2008 год — деревня Тылай[30]
- 2015 год — посёлок Верхняя Седка[31],
- 2021 год — деревня Плёсо.

## Руководство
Глава МР «Прилузский» — руководитель администрации МР «Прилузский»
- Нестерюк Елена Владимировна

Председатель Совета МР «Прилузский»
- Поляков Андрей Владимирович

## Экономика
В связи с нахождением ближайших железнодорожных станций (Мураши, Безбожник, Вазюк, Опарино, Пушма) на территории Кировской области, на территории района ведёт лесозаготовительную деятельность ряд предприятий Кировской области.
Проходит две узкоколейные железные дороги.

## Транспорт
Общая протяжённость автомобильных дорог с асфальтобетонным покрытием в районе составляет более 400 км (70 % от дорог общего пользования).
Железнодорожный транспорт отсутствует. Ближайшие железнодорожные станции: в Республике Коми — Сыктывкар, в Кировской области — Мураши.

## Люди связанные с районом

### Герои Советского Союза
- Марков Иван Петрович[34] 11.07.1913 — июнь 1941, родился в селе Спаспоруб
- Лобанов Виктор Иванович[35] 14.02.1925 — 08.07.1996, родился в селе Спаспоруб
- Сердитов Семён Алексеевич[36] 14.09.1904 — 18.10.1943, родился в селе Ношуль

### Герои Социалистического труда
- Смолев Василий Фёдорович[37] 21.12.1919 — 1984, родился в селе Черныш
- Дымова Евдокия Васильевна — 10 марта 1922 — 27 апреля 2009)[38], родилась в д. Талица.

## Интересные факты
Расположенный на территории района посёлок Чурсья административно подчинён Кировской области и входит в состав муниципального образования Опаринский район.